# Список глав правительства Мадагаскара
Список глав правительства Мадагаскара включает лиц, возглавлявших правительство Мадагаскара после создания в 1957 году в заморской территории Мадагаскар и зависимые территории, ставшей автономной республикой в составе Французского сообщества в 1958 году и получившей независимость в 1960 году, а также монархов существовавшего в XIX веке единого Малагасийского королевства ().
В настоящее время главой правительства является назначаемый президентом республики Премьер-министр Республики Мадагаскар (малаг. Praiminisitra Ao Amin'ny Repoblikan'i Madagasikara, и, полуофициально, фр. Premier ministre de la République de Madagascar). В действующей конституции, принятой в 2010 году, правительству и посту премьер-министра посвящены статьи с 63 по 67, по которым премьер-министр, в частности, проводит государственную политику, обладает полномочиями в отношении членов правительства, деятельностью которого руководит, и отвечает за координацию деятельности министерств и за реализацию национальных программ развития, инициирует законы, утверждает законопроекты, представляемые на рассмотрение Совета министров для внесения на рассмотрение одной из двух палат парламента, обеспечивает соблюдение законов и исполнение судебных решений, обеспечивает безопасность, мир и стабильность на всей территории страны, с этой целью он располагает всеми силами, отвечающими за полицию, поддержание порядка, внутреннюю безопасность и оборону.
Применённая в первых столбцах таблиц нумерация является условной. Также условным является использование в первых столбцах цветовой заливки, служащей для упрощения восприятия принадлежности лиц к различным политическим силам без необходимости обращения к столбцу, отражающему партийную принадлежность. Также отражён различный характер полномочий персон (например, единый срок нахождения в руководстве заморской территории Мадагаскар и зависимые территории Филибера Цирананы в 1957—1959 годах разделён на периоды, когда он являлся Вице-президентом Совета правительства и его Президентом. В столбце «Выборы» отражены состоявшиеся выборные процедуры по формированию парламента, поддерживающего кабинет, либо иные основания получения главой правительства полномочий. Для удобства список разделён на принятые в историографии периоды истории страны. Приведённые в преамбулах к каждому из разделов описания этих периодов призваны пояснить особенности политической жизни страны.

## Языковая иантропоническаяситуация
Если с момента провозглашения независимости малагасийский и французский языки совместно имели статус официальных, то после 1975 года положение французского неоднократно менялось, он то исключался из национального документооборота и системы образования, то его использование частично или полностью восстанавливалось (единожды наравне с английским); статья 4 действующей конституции установила для малагасийского языка статус национального, для него же и для французского — статус официальных языков. В настоящем списке наименования государства, а в период Малагасийской Республики также и государственных должностей, приводятся на обоих языках, в иных случаях — только на малагасийском.
Традиционно малагасийцы многократно за свою жизнь меняли личное имя по множеству оснований. Новациями колониального периода стало приобретение ими христианских имён и переход традиционного имени в разряд фамилий, по большей части с одновременным сокращением их длины, что ретроспективно нашло отражение в обычном использовании позднейшими источниками, посвящёнными доколониальному времени, «укороченных» вариантов имён персон. Совпадающее написание имён на малагасийском и французском языках делает необходимой смешанную транскрипцию современных личных имён: французской по происхождению части — согласно принятым правилам передачи французского имени, малагасийской части — согласно рекомендациям практической транскрипции.

## Малагасийское королевство (1828—1896)

Герб королевства (вариант 1896 г.)

Малагасийское королевство (малаг. Fanjakan’i Madagasikara) — историческое государство, существовавшее на острове Мадагаскар в XIX веке. По заключённому 23 октября 1817 года соглашению с британскими посланниками за монархом королевства Имерина (малаг. Fanjakan’Imerina) Радамамандзакой I, присоединившим большую часть острова, признавался принятый им титул короля Мадагаскара (малаг. Mpanjakany Madagascar). После смерти проводившего политику открытости в отношении европейских держав короля (и, в частности, переведшего национальную письменность с арабской на латинскую графику), непродолжительную борьбу за престол выиграла одна из его 12 вдов, опиравшаяся на традиционалистов, которая приняла тронное имя Ранавалуманзака I. Она запретила деятельность христианских миссионеров, преследовала принявших христианство малагасийцев, ограничила присутствие европейцев прибрежными районами и приравняла их в обязанностях к своим подданным. Большинство источников относят к её правлению появление в 1828 году (по другим данным, в 1830 году) в королевстве поста премьер-министра, которым стал способствовавший занятию трона её фаворит Андриамихадза, вероятно, ставший отцом её сына, принявшего тронное имя Радама II, который, напротив, за своё продолжавшееся менее полутора лет правление провозгласил свободу вероисповедания, открыл Мадагаскар для иностранцев и заключил договоры о дружбе и торговле с Францией и Великобританией. В результате заговора знати и офицерства, недовольных европеизацией, он был задушен во дворце 12 мая 1863 года.
По решению совета знати на престол на следующий день была возведена одна из вдов Радамы II, принявшая тронное имя Расухеринамандзака, подписавшая условия, по которым реальная власть перешла к правительству и лично премьер-министру. Занимавший этот пост Райнивунинахитриниуни спустя несколько недель стал супругом королевы, но 14 июля 1864 года по её договорённости с главнокомандующим армией Райнилайаривуни, младшим сводным братом Райнивунинахитриниуни, королева назначила его главой правительства, а после развода с Райнивунинахитриниуни и его изгнания вступила в брак с Райнилайаривуни. В последующем он становился супругом двух её преемниц: другой вдовы Радамы II (и кузины Расухеринамандзаки), принявшей тронное имя Ранавалумандзака II (1868 год), и её племянницы, принявшей тронное имя Ранавалумандзака III (1883 год), фактически единолично управляя страной в качестве премьер-министра до 1895 года.
В результате Первой франко-малагасийской войны (1883—1885) по подписанному 17 декабря 1885 года и ратифицированному малагасийцами 10 января 1886 года договору правительство острова передало французам право представлять Мадагаскар во внешних сношениях. Итогом Второй франко-малагасийской войны (1894—1896) стал заключённый 18 января 1896 года договор, поставивший под французский контроль все сферы государственной жизни острова, а позже — провозглашение Национальным собранием Франции 6 августа 1896 года аннексии Мадагаскара. 27 сентября 1896 года Ранавалумандзака III была вынуждена подписать документы о передаче всей королевской собственности Франции, прежде чем её поместили под арест во дворце. 27 февраля 1897 года генеральный главнокомандующий оккупационным корпусом на Мадагаскаре Жозеф Галлиени изгнал её на Реюньон, а на следующий день официально упразднил монархию.
|        | Портрет                          | Имя (годы жизни)                                              | Полномочия      | Полномочия      | Монарх (годы правления)       | Пр.    |
| Начало | Портрет                          | Имя (годы жизни)                                              | Окончание       |                 | Монарх (годы правления)       | Пр.    |
| ------ | -------------------------------- | ------------------------------------------------------------- | --------------- | --------------- | ----------------------------- | ------ |
| 1      |                                  | Андриамихадза (? — 1833) малаг. Andrianmihaja                 | 1828            | 1833            | Ранавалуманзака I (1828—1861) | [ 20 ] |
| 2      |                                  | Райнихару (? — 1852) малаг. Rainiharo                         | 1833            | 18 октября 1852 | Ранавалуманзака I (1828—1861) | [ 21 ] |
| 3      |                                  | Райнивунинахитриниуни (? — 1868) малаг. Rainivoninahitriniony | октябрь 1852    | 14 июля 1864    | Ранавалуманзака I (1828—1861) | [ 22 ] |
| 3      | Радама II (1861—1863)            | Райнивунинахитриниуни (? — 1868) малаг. Rainivoninahitriniony | октябрь 1852    | 14 июля 1864    |                               | [ 22 ] |
| 3      | Расухеринамандзака (1863—1868)   | Райнивунинахитриниуни (? — 1868) малаг. Rainivoninahitriniony | октябрь 1852    | 14 июля 1864    |                               | [ 22 ] |
| 4      |                                  | Райнилайаривуни (1828—1896) малаг. Rainilaiarivony            | 14 июля 1864    | 14 октября 1895 | [ 23 ] [ 24 ]                 |        |
| 4      | Ранавалумандзака II (1868—1883)  | Райнилайаривуни (1828—1896) малаг. Rainilaiarivony            | 14 июля 1864    | 14 октября 1895 | [ 23 ] [ 24 ]                 |        |
| 4      | Ранавалумандзака III (1883—1896) | Райнилайаривуни (1828—1896) малаг. Rainilaiarivony            | 14 июля 1864    | 14 октября 1895 | [ 23 ] [ 24 ]                 |        |
| 5      |                                  | Райницимбазафи (до 1864 — после 1896) малаг. Rainitsimbazafy  | 15 октября 1895 | 11 октября 1896 | [ 25 ]                        |        |
| и. о.  |                                  | Умбалахивелу Расандзи (1851—1918) малаг. Ombalahivelo Rasanjy | октябрь 1896    | 28 февраля 1897 | [ 26 ]                        |        |

## Мадагаскар и зависимые территории (заморская территория, 1957—1958)
После проведения в 1957 году выборов в Территориальную ассамблею заморской территории Мадагаскар и зависимые территории в соответствии с рамочным законом Г. Деферра о постепенной передаче исполнительной власти в заморских территориях выборным должностным лицам, 27 мая 1957 года на Мадагаскаре был создан Совет правительства (фр. Conseil du Gouvernement), формальным президентом которого стал верховный комиссар Французской Республики Жан Луи Мари Андре Сукадо, а вице-президентом — лидер Социал-демократической партии Мадагаскара и Комор Филибер Циранана. Приход в июне 1958 года генерала Шарля де Голля к власти во Франции изменил ситуацию с двойным подчинением: постановлением его правительства полномочия верховного комиссарав были сокращены, и 30 июля 1958 года Циранана стал президентом Правительственного совета.
|          | Портрет      | Имя (годы жизни)                                            | Полномочия      | Полномочия   | Партия                                            | Выборы                                                                  | Наименование поста                                                                | Пр.           |
| Начало   | Портрет      | Имя (годы жизни)                                            | Окончание       |              | Партия                                            | Выборы                                                                  | Наименование поста                                                                | Пр.           |
| -------- | ------------ | ----------------------------------------------------------- | --------------- | ------------ | ------------------------------------------------- | ----------------------------------------------------------------------- | --------------------------------------------------------------------------------- | ------------- |
| 6 (I—II) |              | Филибер Циранана (1912—1978) фр. и малаг. Filiber Tsiranana | 27 мая 1957     | 30 июля 1958 | Социал-демократическая партия Мадагаскара и Комор | [ комм. 16 ]                                                            | Вице-президент Совета правительства фр. Vice-président du Conseil du Gouvernement | [ 30 ] [ 31 ] |
| 6 (I—II) | 30 июля 1958 | Филибер Циранана (1912—1978) фр. и малаг. Filiber Tsiranana | 14 октября 1958 | [ комм. 18 ] | Социал-демократическая партия Мадагаскара и Комор | Президент Совета правительства фр. Président du Conseil du Gouvernement |                                                                                   | [ 30 ] [ 31 ] |

## Малагасийская Республика (1958—1975)

Герб (1958—1975)

Малагасийская Республика (малаг. Repoblika Malagasy, фр. République Malgache, с 1965 г. — фр. République Malagasy) была провозглашена как автономное государство в составе Французского сообщества 14 октября 1958 года. Этому предшествовала победа сторонников союза с Францией на состоявшемся 28 сентября 1958 года референдуме (являвшемся частью французского плебисцита по одобрению конституции Пятой республики). Её главой стал занимавший с 30 июля 1958 года пост Президента Совета правительства (фр. Président du Conseil du Gouvernement) в заморской территории Мадагаскар и зависимые территории Филибер Циранана, ставший Президентом Временного правительства Малагасийской Республики (фр. Président du Gouvernement provisoire de la République Malgache). Созданная им в 1956 году Социал-демократическая партия Мадагаскара и Комор постепенно стала доминирующей политической силой.
29 апреля 1959 года Учредительное собрание (фр. l’Assemblée constituante) приняло конституцию, разработанную правительством, по которой глава государства (президент) непосредственно возглавлял кабинет и обладал полнотой исполнительной власти; осуществляющий непосредственное администрирование заместитель председателя правительства играл служебную роль. 1 мая коллегия, в которой парламентарии были дополнены провинциальными советниками и делегатами от муниципалитетов, единогласно при одном воздержавшемся избрали на пост президента Филибера Циранану. 2 апреля 1960 года в Матиньонском дворце были подписаны франко-малагасийские соглашения о достижении независимости Малагасийской Республики, одобренные 14 июня парламентом острова; 26 июня независимость была провозглашена.
Политические протесты 1971—1972 гг., прежде всего крестьянские и студенческие, привели 15 мая 1972 года к началу всеобщей забастовки; президент Циранана 18 мая был вынужден распустить кабинет и, учредив пост главы правительства, фактически передать власть назначенному на него дивизионному генералу Габриэлю Рамананцуа. 8 октября 1972 года Рамананцуа организовал успешный референдум об установлении пятилетнего периода военного правления с роспуском парламента страны. В условиях развивающегося кризиса и мятежей Рамананцуа официально передал 5 февраля 1975 года полномочия министру внутренних дел и командующему Национальной жандармерией полковнику Ришару Рацимандраве, однако 11 февраля тот погиб в результате обстрела его автомобильного кортежа. К утру из 18 офицеров был сформирован Военный руководящий комитет (малаг. Komitim-pitondrana Miaramila), президентом которого стал бригадный генерал Жиль Андриамахазу как старший по званию. 15 июня 1975 года по решению Комитета власть была передана Высшему совету революции (малаг. Filankevitra Faratampon’ny Tolompiavotana) во главе с капитаном Дидье Рациракой, с упразднением поста главы правительства
|                                                                        | Портрет | Имя (годы жизни)                                                                     | Полномочия      | Полномочия      | Партия                                            | Выборы       | Наименование поста | Пр.           |
| Начало                                                                 | Портрет | Имя (годы жизни)                                                                     | Окончание       |                 | Партия                                            | Выборы       | Наименование поста | Пр.           |
| ---------------------------------------------------------------------- | ------- | ------------------------------------------------------------------------------------ | --------------- | --------------- | ------------------------------------------------- | ------------ | --- | ------------- |
| 6 (III)                                                                |         | Филибер Циранана (1912—1978) фр. и малаг. Filiber Tsiranana                          | 14 октября 1958 | 1 мая 1959      | Социал-демократическая партия Мадагаскара и Комор | [ комм. 22 ] | Президент Временного правительства Малагасийской Республики фр. Président du Gouvernement provisoire de la République Malgache | [ 30 ] [ 31 ] |
| пост главы правительства упразднён 1 мая 1959 года до 18 мая 1972 года |         |                                                                                      |                 |                 |                                                   |              | |               |
| 7                                                                      |         | дивизионный генерал Габриэль Рамананцуа (1906—1978) фр. и малаг. Gabriel Ramanantsoa | 18 мая 1972     | 5 февраля 1975  | военный                                           | [ комм. 24 ] | Глава правительства малаг. Lehiben’ny Governemanta фр. Chef du Gouvernement                                                    | [ 47 ] [ 48 ] |
| 8                                                                      |         | полковник Ришар Рацимандрава (1931—1975) фр. и малаг. Richard Ratsimandrava          | 5 февраля 1975  | 11 февраля 1975 | военный                                           | [ комм. 26 ] | Глава правительства малаг. Lehiben’ny Governemanta фр. Chef du Gouvernement                                                    | [ 49 ] [ 50 ] |
| пост главы правительства упразднён 11 февраля 1975 года                |         |                                                                                      |                 |                 |                                                   |              | |               |

## Демократическая Республика Мадагаскар (1975—1992)

Герб (1975—1992)

На состоявшемся 21 декабря 1975 года референдуме была одобрена Хартия малагасийской социалистической революции и новая конституция, согласно которой 31 декабря была провозглашена Демократическая Республика Мадагаскар (малаг. Repoblika Demokratika Malagasy, фр. République démocratique de Madagascar), а возглавляющий Высший совет революции Дидье Рацирака получил на семилетний срок президентские полномочия. Согласно Хартии только политическим силам, признающим её положения о социалистической революции, было разрешено участвовать в выборах и общественной жизни.
В 1991 году Рацирака столкнулся с сильной оппозицией, число участников антиправительственных демонстраций оценивалось до ста тысяч протестующих, сообщалось о 51 погибшем. 31 октября Рацирака подписал конвенцию «Панорама», передав большую часть полномочий заменившему Высший совет революции и Национальное собрание Высшему органу государственной власти (малаг. Ny vatana ambony indrindra amin'ny fahefam-panjakana) во главе с лидером оппозиции Альбером Зафи, призванному подготовить новые президентские выборы и разработать новую конституцию, вступившую в силу 18 сентября 1992 года, изменив название государства на Республика Мадагаскар.
|        | Портрет                                  | Имя (годы жизни)                                                  | Полномочия      | Полномочия       | Партия        | Выборы       | Пр.           |
| Начало | Портрет                                  | Имя (годы жизни)                                                  | Окончание       |                  | Партия        | Выборы       | Пр.           |
| ------ | ---------------------------------------- | ----------------------------------------------------------------- | --------------- | ---------------- | ------------- | ------------ | ------------- |
| 9      |                                          | Жоэль Рукутумалала (1929—1976) фр. и малаг. Joel Rakotomalala     | 13 января 1976  | 30 июля 1976     | армия         | [ комм. 30 ] | [ 53 ] [ 54 ] |
|        | Авангард Малагасийской революции (АРЕМА) | Жоэль Рукутумалала (1929—1976) фр. и малаг. Joel Rakotomalala     | 13 января 1976  | 30 июля 1976     |               | [ комм. 30 ] | [ 53 ] [ 54 ] |
| 10     |                                          | Жюстен Ракутуниайна (1933—2001) фр. и малаг. Justin Rakotoniaina  | 12 августа 1976 | 1 августа 1977   | [ 55 ]        | [ комм. 30 ] |               |
| 10     | 1977                                     | Жюстен Ракутуниайна (1933—2001) фр. и малаг. Justin Rakotoniaina  | 12 августа 1976 | 1 августа 1977   | [ 55 ]        |              |               |
| 11     |                                          | Дезире Ракутуаридзауна (1934—) фр. и малаг. Désiré Rakotoarijaona | 1 августа 1977  | 12 февраля 1988  | [ 56 ] [ 57 ] |              |               |
| 11     | 1983                                     | Дезире Ракутуаридзауна (1934—) фр. и малаг. Désiré Rakotoarijaona | 1 августа 1977  | 12 февраля 1988  | [ 56 ] [ 57 ] |              |               |
| 12     |                                          | Виктор Рамахатра (1945—) фр. и малаг. Victor Ramahatra            | 12 февраля 1988 | 8 августа 1991   | [ 58 ] [ 59 ] |              |               |
| 12     | 1989                                     | Виктор Рамахатра (1945—) фр. и малаг. Victor Ramahatra            | 12 февраля 1988 | 8 августа 1991   | [ 58 ] [ 59 ] |              |               |
| 13     |                                          | Ги Вилли Разанамаси (1928—2011) фр. и малаг. Guy Willy Razanamasy | 8 августа 1991  | 18 сентября 1992 | [ 60 ] [ 61 ] |              |               |

## Республика Мадагаскар (с 1992)

Герб (1992—1998)

Герб (с 1998)

31 октября 1991 года президент Дидье Рацирака подписал конвенцию «Панорама», передав большую часть полномочий Высшему органу государственной власти (малаг. Ny vatana ambony indrindra amin'ny fahefam-panjakana) во главе с лидером оппозиции Альбером Зафи, призванному подготовить новые президентские выборы и разработать новую конституцию, вступившую в силу 18 сентября 1992 года, изменив название государства на Республика Мадагаскар (малаг. Repoblikan’i Madagasikara, фр. République de Madagascar).
На завершившихся в январе 1993 года президентских выборах победу одержал А. Зафи. В 1996 году партия Рацираки организовала массовые демонстрации протеста против Зафи, обвиняемого в коррупции и злоупотреблении властью; 26 июля 1996 года Национальным собранием было принято решение об его импичменте, утверждённое 4 сентября Высоким конституционным судом, возложившим временные полномочия главы государства на премьер-министра Норбера Рацирахонану.
В состоявшемся 16 декабря 2001 года 1 туре президентских выборов Марк Равалуманана с 46 % голосов опередил вернувшегося в 1996 году на пост президента Дидье Рацираку с 40 %, после чего отказался от участия во 2 туре и направил в Избирательную комиссию заявление с требованием дисквалифицировать Рацираку за многочисленные нарушения избирательного законодательства (использование для своей кампании государственных ресурсов и служащих). 22 февраля 2002 года, в ходе массового митинга на столичном стадионе, Равалуманана провозгласил себя избранным президентом. Многомесячное противостояние завершилось 29 апреля провозглашением Высоким конституционным судом Равалумананы победившим в 1 туре кандидатом. Противостояние политических лидеров вылилось и в назначении ими подконтрольных правительств во главе с премьер-министрами Жан-Жаком Расулундраибе и Жак-Югом Силлой. Равалуманана повторно принёс президентскую присягу 6 мая 2002 года, а 5 июля Рацирака и назначенный им Расулундраибе покинули страну.
В начале 2009 года страна находилась в социально-политическом кризисе, лидером поддержанных частью армии протестов, подавление которых привело к многочисленным жертвам, выступил мэр столицы Андри Радзуэлина, который 7 февраля провозгласил себя президентом и объявил о формировании правительства во главе с Мондзой Руандефу Зафицимивалу. 17 марта 2009 года Равалуманана своим указом распустил правительство генерала Шарля Рабеманандзары и передал всю полноту исполнительных полномочий военному руководству (что одними было истолковано как отставка, а другими как государственный переворот). Ожидалось, что полномочия президента и премьер-министра примет военное правительство (малаг. Fitondrana Miaramila) во главе с вице-адмиралом Ипполитом Рамарусуном, старшим по званию и возрасту во всех родах войск. Однако спустя несколько часов военные отказались от его создания и по итогам своего совещания передали исполнительные полномочия Высшей переходной администрации во главе с Радзуэлиной, что было подтверждено решением Высокого конституционного суда от 18 марта 2009 года. С оппозиционными движениями 6 октября было заключено соглашение о разделе полномочий, позволившее им влиять на назначение Радзуэлиной глав правительства.
В сентябре 2011 года 10 из 11 главных политических движений Мадагаскара подписали поэтапный план, регулирующий управление страной в переходный период. В рамках соглашения, в марте 2012 года была образована независимая избирательная комиссия, включающая их представителей. К участию в состоявшихся 25 октября (1 тур) и 20 декабря 2013 года (2 тур) выборов Радзуэлина, как и другие бывшие главы государства, допущен не был, победителем стал Эри Радзонаримампианина.
Курсивом и серым цветом показаны периоды работы альтернативного правительства, а также исполнения обязанностей за действующего премьер-министра его заместителем.
|          | Портрет         | Имя (годы жизни)                                                                                 | Полномочия       | Полномочия      | Партия                                                                                | Выборы        | Пр.             |
| Начало   | Портрет         | Имя (годы жизни)                                                                                 | Окончание        |                 | Партия                                                                                | Выборы        | Пр.             |
| -------- | --------------- | ------------------------------------------------------------------------------------------------ | ---------------- | --------------- | ------------------------------------------------------------------------------------- | ------------- | --------------- |
| (13)     |                 | Ги Вилли Разанамаси (1928—2011) фр. и малаг. Guy Willy Razanamasy                                | 18 сентября 1992 | 9 августа 1993  | Авангард Малагасийской революции (АРЕМА)                                              | [ комм. 36 ]  | [ 60 ] [ 61 ]   |
| 14       |                 | Франсиск Равуни (1942—2003) фр. и малаг. Francisque Ravony                                       | 9 августа 1993   | 30 октября 1995 | Комитет поддержки демократии и развития на Мадагаскаре                                | 1993          | [ 69 ] [ 70 ]   |
| 15       |                 | Эммануэль Ракутувахини (1938—2020) фр. и малаг. Emmanuel Rakotovahiny                            | 30 октября 1995  | 28 мая 1996     | Национальный союз за развитие и демократию                                            | 1993          | [ 71 ] [ 72 ]   |
| 16       |                 | Норбер Лала Рацирахонана (1938—) фр. и малаг. Norbert Lala Ratsirahonana                         | 28 мая 1996      | 21 февраля 1997 | Выполняемая работа                                                                    | 1993          | [ 73 ] [ 74 ]   |
| 17       |                 | Паскаль Жозеф Ракутумаву (1934—2010) фр. и малаг. Pascal Joseph Rakotomavo                       | 21 февраля 1997  | 23 июля 1998    | Столпы и фундаменты спасения Мадагаскара / Авангард за обновление Мадагаскара (АРЕМА) | 1993          | [ 76 ] [ 77 ]   |
| 18       |                 | Рене Тантели Габрио Андрианариву (1954—) фр. и малаг. René Tantely Gabrio Andrianarivo           | 23 июля 1998     | 31 мая 2002     | Столпы и фундаменты спасения Мадагаскара / Авангард за обновление Мадагаскара (АРЕМА) | 1998          | [ 78 ] [ 79 ]   |
| 19       |                 | Жан-Жак Расулундраибе (1947—) фр. и малаг. Jean-Jacques Rasolondraibe                            | 31 мая 2002      | 5 июля 2002     | Столпы и фундаменты спасения Мадагаскара / Авангард за обновление Мадагаскара (АРЕМА) | [ комм. 42 ]  | [ 80 ] [ 81 ]   |
| 20       |                 | Жак-Юг Силла (1946—2009) фр. и малаг. Jacques Hugues Sylla                                       | 26 февраля 2002  | 5 июля 2002     | независимый                                                                           | [ комм. 43 ]  | [ 82 ] [ 83 ]   |
| 20       | 5 июля 2002     | Жак-Юг Силла (1946—2009) фр. и малаг. Jacques Hugues Sylla                                       | 20 января 2007   | [ комм. 44 ]    | независимый                                                                           |               | [ 82 ] [ 83 ]   |
| 20       | 5 июля 2002     | Жак-Юг Силла (1946—2009) фр. и малаг. Jacques Hugues Sylla                                       | 20 января 2007   | 2002            | независимый                                                                           |               | [ 82 ] [ 83 ]   |
| 21       |                 | Шарль Рабеманандзара (1947—) фр. и малаг. Charles Rabemananjara                                  | 20 января 2007   | 17 марта 2009   | Я люблю Мадагаскар                                                                    | [ 84 ] [ 85 ] |                 |
| 21       | 2007            | Шарль Рабеманандзара (1947—) фр. и малаг. Charles Rabemananjara                                  | 20 января 2007   | 17 марта 2009   | Я люблю Мадагаскар                                                                    | [ 84 ] [ 85 ] |                 |
| 22       |                 | Мондза Руандефу Зафицимивалу (1965—) фр. и малаг. Monja Roindefo Zafitsimivalo                   | 17 марта 2009    | 10 октября 2009 | Национальное движение за независимость Мадагаскара                                    | [ комм. 49 ]  | [ 86 ] [ 87 ]   |
| 23       |                 | Эжен Режи Мангалаза (1950—) фр. и малаг. Eugène Régis Mangalaza                                  | 10 октября 2009  | 18 декабря 2009 | независимый                                                                           | [ комм. 50 ]  | [ 88 ] [ 89 ]   |
| и. о.    |                 | Сесиль Мари Анж Доминик Манороханта (1958—) фр. и малаг. Cécile Marie Ange Dominique Manorohanta | 21 октября 2009  | 13 ноября 2009  | Молодые решительные малагасийцы                                                       | [ комм. 51 ]  | [ 90 ] [ 91 ]   |
| и. о.    | 3 декабря 2009  | Сесиль Мари Анж Доминик Манороханта (1958—) фр. и малаг. Cécile Marie Ange Dominique Manorohanta | 18 декабря 2009  | [ комм. 52 ]    | Молодые решительные малагасийцы                                                       |               | [ 90 ] [ 91 ]   |
| 24       | 18 декабря 2009 | Сесиль Мари Анж Доминик Манороханта (1958—) фр. и малаг. Cécile Marie Ange Dominique Manorohanta | 20 декабря 2009  | [ комм. 54 ]    | Молодые решительные малагасийцы                                                       |               | [ 90 ] [ 91 ]   |
| 25       |                 | полковник Альбер-Камиль Виталь (1952—) фр. и малаг. Albert-Camille Vital                         | 20 декабря 2009  | 2 ноября 2011   | армия                                                                                 | [ комм. 55 ]  | [ 89 ] [ 92 ]   |
| 26       |                 | Жан-Омер Беризики (1950—) фр. и малаг. Jean-Omer Beriziky                                        | 2 ноября 2011    | 16 апреля 2014  | Экономический либерализм и демократические действия по национальному восстановлению   | [ комм. 57 ]  | [ 93 ] [ 94 ]   |
| 27       |                 | Коло Кристофер Лорен Роже (1943—) фр. и малаг. Kolo Christopher Laurent Roger                    | 16 апреля 2014   | 17 января 2015  | Новые силы для Мадагаскара                                                            | 2013          | [ 95 ] [ 96 ]   |
| 28       |                 | бригадный генерал авиации Жан Равелунариву (1959—) фр. и малаг. Jean Ravelonarivo                | 17 января 2015   | 10 апреля 2016  | армия                                                                                 | 2013          | [ 97 ] [ 98 ]   |
| 29       |                 | Оливье Махавали Сулунандрасана (1964—) фр. и малаг. Olivier Mahafaly Solonandrasana              | 10 апреля 2016   | 6 июня 2018     | Новые силы для Мадагаскара                                                            | 2013          | [ 99 ] [ 100 ]  |
| 30 (I—V) |                 | Кристиан Луи Нтсай (1961—) фр. и малаг. Christian Louis Ntsay                                    | 6 июня 2018      | 21 января 2019  | независимый                                                                           | 2013          | [ 101 ] [ 102 ] |
| 30 (I—V) | 21 января 2019  | Кристиан Луи Нтсай (1961—) фр. и малаг. Christian Louis Ntsay                                    | 19 июля 2019     |                 | независимый                                                                           | 2013          | [ 101 ] [ 102 ] |
| 30 (I—V) | 19 июля 2019    | Кристиан Луи Нтсай (1961—) фр. и малаг. Christian Louis Ntsay                                    | 4 января 2024    | 2019            | независимый                                                                           |               | [ 101 ] [ 102 ] |
| 30 (I—V) | 4 января 2024   | Кристиан Луи Нтсай (1961—) фр. и малаг. Christian Louis Ntsay                                    | 12 июля 2024     | 2019            | независимый                                                                           |               | [ 101 ] [ 102 ] |
| 30 (I—V) | 12 июля 2024    | Кристиан Луи Нтсай (1961—) фр. и малаг. Christian Louis Ntsay                                    | действующий      | 2024            | независимый                                                                           |               | [ 101 ] [ 102 ] |